# Torneo Apertura 2011 de Club Tigres de la Universidad Autónoma de Nuevo León
El Apertura 2011 inicia el sábado 23 de julio del 2011 para el equipo de los Tigres de la Universidad Autónoma de Nuevo León. Este artículo muestra las estadísticas de los jugadores y de los partidos ya sean oficiales o amistosos que se juegan durante dicho torneo.

## Jugadores

### Plantilla
| N.º | Nombre               | Nacionaliidad             | Posición | Edad    | Observaciones                                          |
| --- | -------------------- | ------------------------- | -------- | ------- | ------------------------------------------------------ |
| 1   | Enrique Palos        | Bandera de México         | POR      | 38 años | Desde 2005 - Canterano                                 |
| 2   | Israel Jiménez       | Bandera de México         | DEF      | 35 años | Desde 2008 - Canterano                                 |
| 3   | Juninho              | Bandera de Brasil         | DEF      | 42 años | Desde 2010 - Segundo Capitán                           |
| 4   | Hugo Ayala           | Bandera de México         | DEF      | 38 años | Desde 2010                                             |
| 5   | Eder Borelli         | Bandera de Argentina      | DEF      | 34 años | Desde 2011                                             |
| 6   | Jorge Torres Nilo    | Bandera de México         | DEF      | 37 años | Desde 2010 - Internacional                             |
| 8   | Jonathan Bornstein   | Bandera de Estados Unidos | MED      | 40 años | Desde 2011 - Internacional                             |
| 9   | Héctor Mancilla      | Bandera de México         | DEL      | 44 años | Desde 2011                                             |
| 10  | Danilinho            | Bandera de Brasil         | MED      | 38 años | Desde 2011                                             |
| 11  | Damián Álvarez       | Bandera de Argentina      | MED      | 45 años | Desde 2010 - Tercer Capitán                            |
| 13  | Jorge Díaz de León   | Bandera de México         | POR      | 37 años | Desde 2011                                             |
| 14  | Fernando Navarro     | Bandera de México         | MED      | 36 años | Desde 2011                                             |
| 15  | Manuel Viniegra      | Bandera de México         | MED      | 36 años | Desde 2008 - Canterano                                 |
| 16  | Lucas Lobos          | Bandera de Argentina      | MED      | 43 años | Desde 2008 - Capitán                                   |
| 17  | David Toledo         | Bandera de México         | MED      | 42 años | Desde 2009                                             |
| 18  | Francisco Acuña      | Bandera de México         | MED      | 37 años | Desde 2008 - Canterano                                 |
| 19  | Alan Pulido          | Bandera de México         | DEL      | 37 años | Desde 2010 - Canterano                                 |
| 20  | Emmanuel Cerda       | Bandera de México         | DEL      | 38 años | Desde 2011                                             |
| 21  | Aarón Fernández      | Bandera de México         | PO       | 37 años | Desde 2009 - Canterano                                 |
| 22  | Edgar Pacheco        | Bandera de México         | MED      | 35 años | Desde 2011                                             |
| 23  | Lampros Kontogiannis | Bandera de México         | DEF      | 36 años | Desde 2011 - Préstamo                                  |
| 24  | José Rivas           | Bandera de México         | MED      | 40 años | Desde 2004 - Canterano                                 |
| 25  | Abraham Stringel     | Bandera de México         | MED      | 36 años | Desde 2011 - Préstamo                                  |
| 28  | Alberto Acosta       | Bandera de México         | MED      | 37 años | Desde 2010 - Canterano                                 |
| 29  | Jesús Dueñas         | Bandera de México         | MED      | 36 años | Desde 2009 - -Canterano                                |
| 30  | Carlos Salcido       | Bandera de México         | DEF      | 45 años | Desde 2011 - Préstamo - Internacional - Cuarto Capitán |
| 36  | Jorge Valencia       | Bandera de México         | DEF      | 34 años | Desde 2011 - -Canterano                                |
| 45  | Jonathan Espericueta | Bandera de México         | MED      | 30 años | Desde 2011 - -Canterano                                |

### Bajas
| Dorsal | Nombre         | Posición       | Procedencia   |
| ------ | -------------- | -------------- | ------------- |
| 1      | Cirilo Saucedo | Portero        | Club Tijuana  |
| 5      | Jesús Molina   | Centrocampista | Club América  |
| 13     | Antonio Sancho | Centrocampista | Retiro        |
| 20     | Carlos Ochoa   | Delantero      | Santos Laguna |
| 27     | Omar Trujillo  | Defensa        | Club Celaya   |

## Competiciones
| Competencia                | Posición | Primer Partido      | Último Partido          | Goleador del Torneo       |
| -------------------------- | -------- | ------------------- | ----------------------- | ------------------------- |
| Primera División de México | 4        | 23 de julio de 2011 | 11 de diciembre de 2011 | Héctor Mancilla (6 goles) |

## Torneo Apertura 2011
| Posición | Equipo            | Jugados | Ganados | Empatados | Perdidos | GF | GC | Pts |
| -------- | ----------------- | ------- | ------- | --------- | -------- | -- | -- | --- |
| 4        | Tigres de la UANL | 9       | 4       | 4         | 1        | 13 | 6  | 16  |

- Esta información será actualizada tras cada partido disputado.

## Tabla General
| Pos. | Equipo      | PJ | PG | PE | PP | GF | GC | DG | PTS. |
| ---- | ----------- | -- | -- | -- | -- | -- | -- | -- | ---- |
| 1    | Guadalajara | 17 | 8  | 6  | 3  | 24 | 18 | 6  | 30   |
| 2    | Cruz Azul   | 17 | 8  | 5  | 4  | 21 | 14 | 7  | 29   |
| 3    | Tigres      | 17 | 7  | 7  | 3  | 22 | 13 | 9  | 28   |

## Lista de Lesiones
| Dorsal | Jugador            | Tiempo    |
| ------ | ------------------ | --------- |
| 3      | Juninho            | 1 Mes     |
| 13     | Jorge Díaz de León | 2 Semanas |
| 17     | David Toledo       | 1 Semana  |
| 6      | Jorge Torres Nilo  | 1 Semana  |

### AtlanteVs.Tigres de la UANL
| Fecha               | Local   | Visitante         | Marcador | Goles del Local            | Goles del Visitante |
| ------------------- | ------- | ----------------- | -------- | -------------------------- | ------------------- |
| 25 de junio de 2011 | Atlante | Tigres de la UANL | 2 - 1    | Juan Cuevas Matías Córdoba | Lucas Lobos         |

### Tigres de la UANLVs. Selección Nacional Mexicana Sub-20
| Fecha              | Local             | Visitante                          | Marcador | Goles del Local                       | Goles del Visitante               |
| ------------------ | ----------------- | ---------------------------------- | -------- | ------------------------------------- | --------------------------------- |
| 2 de julio de 2011 | Tigres de la UANL | Selección Nacional Mexicana Sub-20 | 3 - 2    | Juninho Damián Álvarez Emmanuel Cerda | César Ibañez José Rivas (Autogol) |

### Tigres de la UANLVs.Jaguares de Chiapas
| Fecha              | Local             | Visitante           | Marcador | Goles del Local | Goles del Visitante |
| ------------------ | ----------------- | ------------------- | -------- | --------------- | ------------------- |
| 6 de julio de 2011 | Tigres de la UANL | Jaguares de Chiapas | 0 - 0    |                 |                     |

### Tigres de la UANLVs.Correcaminos de la UAT
| Fecha              | Local             | Visitante              | Marcador | Goles del Local           | Goles del Visitante             |
| ------------------ | ----------------- | ---------------------- | -------- | ------------------------- | ------------------------------- |
| 9 de julio de 2011 | Tigres de la UANL | Correcaminos de la UAT | 2 - 2    | Héctor Mancilla (2 goles) | José Luis López Nicolás Saucedo |

### Tigres de la UANLVs.Universidad Nacional
| Fecha               | Local             | Visitante | Marcador | Goles del Local                                       | Goles del Visitante |
| ------------------- | ----------------- | --------- | -------- | ----------------------------------------------------- | ------------------- |
| 16 de julio de 2011 | Tigres de la UANL | UNAM      | 4 - 0    | Héctor Mancilla (2 goles) Damián Álvarez David Toledo |                     |

- Nota: En el partido contra Club Universidad Nacional se juega la despedida de Antonio Sancho quien jugó con dichos equipos en toda su vida.

### Partidos
| Jornada | Fecha                    | Local                | Visitante           | Marcador       | Goles del Local                            | Goles del Visitante               | Tarjetas Amarillas                               | Tarjetas Rojas | Árbitro               |
| ------- | ------------------------ | -------------------- | ------------------- | -------------- | ------------------------------------------ | --------------------------------- | ------------------------------------------------ | -------------- | --------------------- |
| 1       | 23 de julio de 2011      | Tigres de la UANL    | Cruz Azul           | 1-1            | Héctor Mancilla                            | Javier Aquino                     | Héctor Mancilla Jorge Torres Nilo                |                | Paúl Delgadillo       |
| 2       | 30 de julio de 2011      | Querétaro C.F.       | Tigres de la UANL   | 0-0            |                                            |                                   | Hugo Ayala David Toledo                          |                | Genaro Medrano        |
| 3       | 3 de agosto de 2011      | Tigres de la UANL    | Deportivo Toluca    | 2-2            | Héctor Mancilla Lucas Lobos                | Néstor Calderón Sinha             | Hugo Ayala Manuel Viniegra Héctor Mancilla       |                | Jorge Antonio         |
| 4       | 7 de agosto de 2011      | Estudiantes Tecos    | Tigres de la UANL   | 0-1            |                                            | Israel Jiménez                    | Jorge Torres Nilo                                |                | José Alfredo Peñaloza |
| 5       | 13 de agosto de 2011     | Tigres de la UANL    | América CF          | 2-2            | Héctor Mancilla Patricio Treviño (Autogol) | Christian Benítez Renato González | Fernando Navarro                                 |                | Arturo Ramos          |
| 6       | 20 de agosto de 2011     | Tigres de la UANL    | San Luis            | 1-0            | Israel Jiménez                             |                                   | Jorge Torres Nilo Damián Álvarez Francisco Acuña |                | Miguel Ángel Flores   |
| 7       | 27 de agosto de 2011     | Atlas de Guadalajara | Tigres de la UANL   | 0-1            |                                            | Damián Álvarez                    | Damián Álvarez José Rivas                        |                | Francisco Chacón      |
| 8       | 10 de septiembre de 2011 | Tigres de la UANL    | Pachuca CF          | 5-0            | Héctor Mancilla (3 goles) Lucas Lobos      |                                   | Jorge Torres Nilo Edgar Pacheco                  |                | Miguel Ángel Ayala    |
| 9       | 17 de septiembre de 2011 | Atlante              | Tigres de la UANL   | 1-0            | Jerónimo Amione                            |                                   | Danilinho David Toledo Jorge Torres Nilo         |                | Mauricio Morales      |
| 10      | 24 de septiembre de 2011 | Tigres de la UANL    | Jaguares de Chiapas | Por Disputarse |                                            |                                   |                                                  |                |                       |

### Jugadores
| Dorsal | Nombre               | Nacionalidad              | Titular | Cambio |
| ------ | -------------------- | ------------------------- | ------- | ------ |
| 1      | Enrique Palos        | Bandera de México         | 9       | 0      |
| 2      | Israel Jiménez       | Bandera de México         | 9       | 0      |
| 3      | Juninho              | Bandera de Brasil         | 4       | 0      |
| 4      | Hugo Ayala           | Bandera de México         | 9       | 0      |
| 5      | Eder Borelli         | Bandera de México         | 1       | 0      |
| 6      | Jorge Torres Nilo    | Bandera de México         | 8       | 0      |
| 8      | Jonathan Bornstein   | Bandera de Estados Unidos | 0       | 0      |
| 9      | Héctor Mancilla      | Bandera de Chile          | 9       | 0      |
| 10     | Danilinho            | Bandera de Brasil         | 9       | 0      |
| 11     | Damián Álvarez       | Bandera de Argentina      | 9       | 0      |
| 13     | Jorge Díaz de León   | Bandera de México         | 0       | 0      |
| 14     | Fernando Navarro     | Bandera de México         | 0       | 3      |
| 15     | Manuel Viniegra      | Bandera de México         | 8       | 0      |
| 16     | Lucas Lobos          | Bandera de Argentina      | 9       | 0      |
| 17     | David Toledo         | Bandera de México         | 7       | 0      |
| 18     | Francisco Acuña      | Bandera de México         | 0       | 2      |
| 19     | Alan Pulido          | Bandera de México         | 0       | 3      |
| 20     | Emmanuel Cerda       | Bandera de México         | 0       | 4      |
| 21     | Aarón Fernández      | Bandera de México         | 0       | 0      |
| 22     | Edgar Pacheco        | Bandera de México         | 0       | 4      |
| 23     | Lampros Kontogiannis | Bandera de México         | 1       | 0      |
| 24     | José Rivas           | Bandera de México         | 3       | 2      |
| 25     | Abraham Stringel     | Bandera de México         | 0       | 0      |
| 28     | Alberto Acosta       | Bandera de México         | 0       | 3      |
| 29     | Jesús Dueñas         | Bandera de México         | 0       | 1      |
| 30     | Carlos Salcido       | Bandera de México         | 4       | 0      |

## Goleadores

### Jugadores
| Número de escuadra | Nombre          | Nacionalidad         | Goles |
| ------------------ | --------------- | -------------------- | ----- |
| 9                  | Héctor Mancilla | Bandera de Chile     | 6     |
| 16                 | Lucas Lobos     | Bandera de Argentina | 2     |
| 2                  | Israel Jiménez  | Bandera de México    | 2     |
| 11                 | Damián Álvarez  | Bandera de Argentina | 1     |

## Juego Limpio

### Jugadores
| Dorsal | Nombre            | Nacionalidad         |   |  |
| ------ | ----------------- | -------------------- | - |  |
| 6      | Jorge Torres Nilo | Bandera de México    | 5 |  |
| 9      | Héctor Mancilla   | Bandera de Chile     | 2 |  |
| 4      | Hugo Ayala        | Bandera de México    | 2 |  |
| 14     | Fernando Navarro  | Bandera de México    | 1 |  |
| 15     | Manuel Viniegra   | Bandera de México    | 1 |  |
| 17     | David Toledo      | Bandera de México    | 2 |  |
| 11     | Damián Álvarez    | Bandera de Argentina | 2 |  |
| 24     | José Rivas        | Bandera de México    | 1 |  |
| 22     | Edgar Pacheco     | Bandera de México    | 1 |  |
| 10     | Danilinho         | Bandera de Brasil    | 1 |  |